# 電視廣播（國際）
電視廣播（國際）有限公司（英語：（又稱「無綫電視（國際）」，原名為「香港電視節目錄影帶公司」），英文又稱和簡稱分別為和）是由香港電視廣播有限公司（又稱「無綫電視」）於1976年成立，專責營運無綫的全球業務。TVBI為全球各地提供電視節目製作、收費及衛星電視頻道、有線電視頻道和錄影帶及光碟租賃等服務。在台灣、美國、澳洲、歐洲、泰國、馬來西亞和新加坡等地均有TVBI的電視頻道，約3億戶家庭。
TVBI並會為節目配音，除了普通話之外，還有泰語、越南語及柬埔寨語和閩南語，發行到超過30多個國家，售予當地電視台或出租節目光碟和錄影帶。另外，現時無綫大部份中國大陸業務都經由TVBI經營和中介，包括節目版權、衛星頻道、節目製作等，也同时包括OTT网络TVB Anywhere。

## 無綫在世界各地經營的業務

### 國際業務

TVB USA 的標誌

早於1984年，TVBI已在美國洛杉磯發展有線電視。1991年，TVBI有線電視業務擴展到三藩市。1998年12月7日，TVBI成立華語綜合頻道TVB8及全球首條華語劇集頻道星河頻道，由衛星轉送至亞洲、非洲、澳洲及部份東歐地區，並於印尼、馬來西亞、新加坡等收費電視台落地，TVB8部份節目亦會在TVBI其他平台內播出。而另一條頻道翡翠衛星台（TVBJ），播放地包括澳洲、新加坡、越南等。
至2000年，TVBI在美國和澳洲成立收費衛星電視平台「JadeWorld」（翡翠互動電視），提供多頻道數碼廣播，為海外觀眾提供緊貼翡翠台播放進度的電視節目，現時訂戶共超逾25萬。2006年，由於美國操普通話和其他方言的人口增加，TVBI在JadeWorld推出TVB Vietnam（TVBV）頻道提供越南語配音的TVB節目，並計劃新增普通話頻道。2009年，TVB正式落地紐約有線電視。而澳洲的JadeWorld在2006年新增無線韓劇台，吸引喜歡收看韓國電視劇的觀眾。
1995年，TVBI收購在歐洲經營的「The Chinese Channel」（TCC）60%股權，接手管理旗下電視頻道「時視」。1997年，時視改名為「無線衛星台」；及後於2003年11月，TVBI全面收購TCC。2006年，TVB表示，為配合歐洲普通話人口增長，TCC正計劃推出普通話綜合娛樂頻道，以提高現有粵語頻道的吸引力。2006年10月10日，TVBI獨家授權JumpTV在歐洲以至中東地區，透過互聯網播放無線衛星台及星河頻道。
但是，由於財政問題，無線衛星台已於2014年尾結束。

### 馬來西亞及东南亚業務
由於馬來西亞政府不允許外資經營電視台，TVBI與馬來西亞Astro合作開辦「Astro華麗台」提供顧問及廣告代理服務，而華麗台以播放TVB節目為主。Astro On Demand剧集首映是TVBI與Astro合力開辦的第二个播放港劇的電視頻道，播放與香港同步首播最新的港劇，同時也會播出TVB海外首發劇集，2015年起，Astro On Demand与翡翠台同步播出。而Astro平台播放的TVB8節目《殘酷一叮》、《TVB8金曲榜季選》等皆為當地高收視節目，華人觀眾佔有率逾30%。另外，TVBI亦與泰國第3電視台合組「TVB 3 Network Company」，在泰國製作泰語綜藝節目。
2004年末，無綫電視對報章表示，計劃與其他亞洲國家的電視台合作拍攝劇集，並安排在當地播放。2005年1月4日，新加坡新傳媒電視與TVBI宣佈首次合製電視劇《Yummy Yummy》。其後，無綫再與泰國第3電視台合製電視劇《爭分奪秒》。
2022年6月21日，TVB在马来西亚成立电视广播（大马）有限公司，正式进军马来西亚市场，打造马来西亚独一无二的全新娱乐新世代。
2023年6月14日，TVB官宣将全新推出TVB Magic在Astro频道124，会在6月19日晚上6:30左右开播。TVB Magic主要播放香港TVB以及外购剧（中国大陆、泰国、韩国及日本）剧集节目及综艺节目，直播到2024年4月1日与Astro AOD频道352及354一起停播，包括Astro Ultra Box的TVB Anywhere平台也被移除。

### 中國大陸業務
早於1998年，無綫衛星電視頻道「TVB8」及「星河頻道」獲中國廣電總局批准在中國大陸有限落地，主要為三星或以上級別酒店和涉外單位（大使館等）提供服務。
2004年10月27日，香港與中國內地簽訂《更緊密經貿關係安排》（CEPA） 的補充協議，進一步開放大陸電視市場，允許香港電視製作單位以「合拍」電視劇的形式進入大陸市場。有別於過往的「協拍」模式，「合拍」劇集均可視為「國產劇集」在大陸發行及播放，毋須將劇集版權售予大陸。無綫在2004年表示，每年增加製作120小時「合拍」電視劇，題材以中國古代武俠故事為主。第1套與大陸製作公司合作拍攝的電視劇為《游劍江湖》，由作家梁羽生的小說改編。
無綫亦與上海文廣新聞傳媒集團成員「上海天視文化傳播有限公司」合資成立公司，於2003年開始合拍大陸「國產劇集」和資訊節目，如《恭親王》、《歷史的天空》、《娛樂星天地》（现已更名《文娱新天地》，由东方卫视中心制作）。2005年中，開拍劇集《一生為奴》。惟無綫於2006年6月24日入稟法庭控告上海天視違反兩項協議——拒絕向無綫支付版權費和分擔虧損（共約1500萬人民幣）。另外，報道指無綫在大陸推出劇集光碟，但盜版問題嚴重影響銷量，無綫亦需要更換代理商。
同期，無綫與中國中央電視台（央視）簽訂戰略合作框架協議，合作範圍擴展到合拍電視劇和其他計劃，例如在2007年初開拍劇集《歲月風雲》。央視的競爭對手湖南衛視亦有意與無綫合作，湖南衛視總編室主任李浩說：「我們也在考慮與TVB拍合拍片，一些偶像劇正在策劃。不僅是電視劇，我們也希望在娛樂節目方面與TVB進行合作。目前一些相關專案正在落實過程中。」另外，中國中央電視台综合頻道首次引進多套無綫製作的劇集，無綫指成績令人鼓舞。2009年，上海广播电视台也与無綫电视合作了剧集《摘星之旅》，剧集于2010年播出。
2006年6月，由於無綫劇集《金枝慾孽》2005年在大陸收視率甚高，引起電視台爭奪同類劇集《火舞黃沙》。湖南衛視與央視互出高價競投《火舞黃沙》的播放權。報導指央視出價2.5萬美金一集，比一般的1.2萬至1.8萬美金高。同时，内地其他电视台也引进了无线近年来高口碑或者高收视的剧集，例如东方卫视的《溏心风暴》、《溏心风暴之家好月圆》。
2012年8月8日，無綫電視、華人文化產業股權投資（上海）中心（有限合夥）與上海東方傳媒集團有限公司（SMG，2019年退出）於上海正式組成翡翠東方傳媒有限公司（TVBC），藉此全力展推無綫電視在中國的業務；當中包括發行無綫電視節目予內地電視台和互聯網站、在廣東省管理和分銷無綫電視頻道、代理無綫電視香港頻道在內地的廣告銷售，及投資和分銷TVBC所製作的華語劇集。在未來的日子，憑藉TVBC在內地的強大業務網絡，必可為無綫電視於中國大陸市場帶來獨特優勢，發展更全面的媒體業務及藝人演出活動，帶領無綫電視邁向一個全新的時代。
2017年，無綫與企鹅影视及爱奇艺簽訂戰略合作框架協議，例如在2017年開拍劇集《踩过界》及《使徒行者2》。2021年，無綫與优酷簽訂戰略合作框架協議，例如在2021年開拍劇集《刑侦日记》。2022年，無綫與芒果TV簽訂戰略合作框架協議综艺剧，例如在2022年開拍首播综艺节目《声生不息》。

### 台灣業務
1982年，無綫劇集《楚留香》由中國電視公司購入台灣播映權，掀起1980年代台灣港劇熱潮；在此熱潮下，TVBI授權年代影視在台灣發行無綫劇集錄影帶，標示當時TVBI使用的「HK-TVB International」商標，提供Betamax與VHS格式，遍布台灣各地錄影帶出租店。1988年，年代影視請來藝人陽帆拍攝正版無綫劇集錄影帶宣傳廣告，教導消費者辨認正版無綫劇集錄影帶、抵制盜版錄影帶（行政院新聞局電視廣告准播字號：局視廣(77)字第0476號）。無綫劇集錄影帶在台灣的最大競爭者，是亞洲電視授權中華電視台關係企業華國視聽發行的亞視劇集錄影帶。
無綫與年代影視更在1993年成立TVBS，從事電視節目製作、雜誌、書籍出版等業務，其頻道在香港、美國、澳洲、日本等地均有落地。2005年，由於年代集團將TVBS股權全數售予無綫，加上TVBS《2100全民開講》等部份節目揭發陳水扁政府醜聞（高雄捷運外勞弊案、國務機要費案等），被疑以「大陸資本」操作，最終被裁定指控不成立。不過到2016年末，TVB最終將所持TVBS股權全部轉賣，結束台灣業務；而TVBS也改用新的企業識别，新聞報道也不再使用與無綫新聞一樣的開場旋律。至今，TVBS新聞台的香港新聞影片仍以無綫新聞為主要來源。
1990年代末期，TVBI授權年代集團旗下公司勇士物流在台灣發行無綫劇集光碟，提供VCD與DVD-Video格式。2001年勇士物流涉嫌惡性倒閉以後，TVBI改授權弘音多媒體在台灣發行無綫劇集光碟至2008年。2008年，TVBI授權群體國際在台灣發行無綫劇集光碟。

### 日本業務
2002年1月，TVBI与日本株式会社大富合作，将無綫主力频道以及TVBS的代表性娱乐节目整合為單一頻道TVB大富，在日本落地播出，播出语种为普通话和粤语。2011年9月30日，TVBI与大富合约终止，TVB大富停播。

### 互聯網業務
2006年5月24日，無綫電視副董事總經理陳禎祥透露，無綫2006年初開始與內地多個合作伙伴開展互聯網自選影像服務，內地網民可於網站點播無綫節目；合作模式包括按點播率拆帳，或直接出售版權。現時的合作伙伴包括上海優度寬頻科技、PPS影音等。

## 外部連結
- 電視廣播有限公司 （页面存档备份，存于）

- 電視廣播(美國)有限公司 （页面存档备份，存于）
- 電視廣播(澳洲)有限公司 （页面存档备份，存于）
- 無線衛星台有限公司